# Christer Gruhs
Olof Christer Gruhs, född 25 maj 1947, är en svensk journalist och tidigare politisk redaktör och ledarskribent på Dalarnas Tidningar. Han är bosatt i Björbo  i Dalarna. Gruhs var chefredaktör och ansvarig utgivare mellan 1997 och 2004. Han har varit ordförande i Wallinsamfundet i Stora Tuna.